# フロンティア (NHK BSの番組)
『フロンティア』は、NHK BSで2023年12月6日に放送開始し、その後NHK BSプレミアム4Kでも展開されているドキュメンタリー番組。
コズミックフロントや コズミックフロント☆NEXTの後継番組である。
科学、宇宙、アートなど、さまざまな分野で未知の領域を切り開いていくフロントランナーたちが見る景色を特集する知的探求ドキュメンタリーを特徴としている。